# Toy (альбом)
Toy — невыпущенный альбом британского певца Дэвида Боуи, выпуск которого был запланирован на 2001—2002 год. В 2011 году альбом был выложен в интернет в свободный доступ. Материал альбома составляли несколько новых песен и ряд ранних песен Боуи, записанные в новой аранжировке. Официально выпущен 7 января 2022 года. Сессия записи альбома впоследствии привела музыканта к записи альбома Heathen, выпущенного в 2002 году и содержавший несколько песен, написанных во время записи Toy.

## История записи
Релиз нового материала записанного Боуи в студии был запланирован под названием Toy в 2001, или 2002 году. Альбом должен был включать, наряду с новым материалом, ремейки малоизвестных ранних песен певца, выпущенные в основном в 60-х годах. Несмотря на готовность материала, альбом так и не был выпущен. В 2001 году Боуи в виртуальном чате с фанатами на вопрос о состоянии проекта Toy сказал следующее: «Мне кажется что у EMI/Virgin есть много конфликтов в графике этого года, которые многое оттеснили на задний план. Toy закончен и готов к релизу, и я сделаю заявление, как только узнаю реальную дату. Между тем я уже начал сочинять и записывать материал для следующего альбома (без названия на данный момент). Я могу сказать, что это будет возвращением к экспериментальному звучанию. Но, зная меня, это не значит, что я таким образом выворачиваюсь. Я буду сочинять и записываться в течение всего лета, но главным моим приоритетом на данный момент является отцовство.» (англ. I'm finding EMI/Virgin seem to have a lot of scheduling conflicts this year, which has put an awful lot on the back burner. Toy is finished and ready to go, and I will make an announcement as soon as I get a very real date. Meantime, I'm already started writing and recording for another album (untitled at the moment). So far I have to say it's back to experimental. But knowing me, it doesn't mean that's how it'll turn out. I shall be writing and recording throughout the summer, but daddyfying is really my priority at the moment.).

## Версии песен
Песня Liza Jane была дебютным синглом Боуи, выпущенным в 1964 году, под вывеской Davie Jones with the King Bees. Оригинальная версия «Silly Blue Boy» была включена в дебютный альбом музыканта. Также большая часть песен с Toy были выпущены в начале карьеры Боуи, в том числе «I Dig Everything», «Baby Loves That Way» (впоследствии включенные в сборник Early On (1964–1966)), «In The Heat Of The Morning», «London Boys» (вошедшие в The Deram Anthology 1966–1968). Первоначальная версия песни «Conversation Piece» была записана и выпущена в 1970-м году.
Песни «Uncle Floyd» (переименованная в «Slip Away») и «Afraid» впоследствии были перезаписаны и выпущены на альбоме Heathen. Песни «Baby Loves That Way», «Shadow Man», и «You’ve Got A Habit of Leaving» были выпущены как би-сайды синглов Heathen. «Conversation Piece» вместе с би-сайдами была включена в ограниченное издание бонусного диска альбома Heathen в 2002 году.

## Список композиций
Примечание: ниже приведен трек-лист, который был опубликованный в 2011 году в интернете и, который, по слухам, отличается от первоначальной версии
1. «Uncle Floyd» — 6:15
2. «Afraid» — 3:29
3. «Baby Loves That Way» — 4:38
4. «I Dig Everything» — 4:53
5. «Conversation Piece» — 3:53
6. «Let Me Sleep Beside You» — 3:14
7. «Toy (Your Turn To Drive)» — 4:46
8. «Hole In The Ground» — 3:30
9. «Shadow Man» — 4:41
10. «In The Heat Of The Morning» — 3:51
11. «You’ve Got a Habit of Leaving» — 4:49
12. «Silly Boy Blue» — 5:33
13. «Liza Jane» — 4:48
14. «The London Boys» — 3:47